# Tulio Halperín Donghi
Tulio Halperín Donghi, né le 27 octobre 1926 à Buenos Aires et mort le 14 novembre 2014 à Berkeley, Californie, est un historien et professeur d'université argentin.
Historien renommé, il est l’auteur de nombreux ouvrages, parmi lesquels Histoire contemporaine de l'Amérique latine, qui le fit connaître dans le monde francophone.

## Biographie
Tulio Halperín Donghi poursuivit ses études supérieures à l’université de Buenos Aires, où il obtint un diplôme d’avocat, une agrégation en histoire et un doctorat en histoire (1955). Il fit également quelques études complémentaires en France. Ses études européennes furent l'occasion de rédiger une thèse sur les morisques, dans laquelle il présente une analyse sociologique de la résistances de ces derniers à l'assimilation par la majorité chrétienne.
Il fut professeur dans les universités de Buenos Aires, du Litoral, de la République et d’Oxford, entre autres. Ayant dû s’exiler en 1966 à la suite de la Nuit des Longs Bâtons, il partage ensuite son temps d’enseignement entre l’université de Berkeley (États-Unis) et l’université de San Andrés (Victoria, province de Buenos Aires).
Il fut doyen élu de la faculté d’humanités et arts de l’université nationale de Rosario. À ce titre, il a défendu et mis en application les principes de la Réforme universitaire dans son pays. Il occupa aussi le poste de directeur de la bibliothèque de la Pensée argentine.

## Publications
- El pensamiento de Echeverría (1951)
- Un conflicto nacional: moriscos y cristianos viejos en Valencia (1957)
- Tradición política española e ideología revolucionaria de Mayo (1961)
- El Río de la Plata al comenzar el siglo XIX (1961)
- Historia de la Universidad de Buenos Aires (1962)
- Historia contemporánea de América latina (1969) (édition originale en italien publiée en 1967 ; publié en français sous le titre Histoire contemporaine de l'Amérique latine, Payot, 1972)
- Historia de América Latina (1970)
- Revolución y Guerra. Formación de una elite dirigente en la Argentina criolla (1972)
- José Hernández y sus mundos (1985)
- La democracia de masas (1991)
- Argentina en el callejón (1995)
- Proyecto y construcción de una Nación (1996)
- Son memorias (2008)